# Оччугуй-Ботуобуя
Оччугуй-Ботуобуя, Мала Ботуобуя (рос. Оччугуй-Ботуобуя, Малая Ботуобуя, якут. Оччугуй Ботуобуя) — річка в Російській Федерації, що протікає в Республіці Саха (Якутія). Притока річки Вілюй. Довжина — 342 км, площа водозабірного басейну — 11100 км².
Річка бере початок на Вілюйсько-Ленському вододілі, протікає по широкій долині. Живлення снігове та дощове. Льодостав з жовтня до середини травня. Використовується для промислового водопостачання. В басейні річки є родовище алмазів.